# Stara Korytnica
Stara Korytnica (niem. Alt Körtnitz) – wieś sołecka w Polsce położona w województwie zachodniopomorskim, w powiecie drawskim, w gminie Kalisz Pomorski. W latach 1975–1998 miejscowość administracyjnie należała do województwa koszalińskiego. W roku 2007 wieś liczyła 147 mieszkańców. Najbardziej na wschód położona miejscowość gminy.
Osada wchodząca w skład sołectwa: Karwiagać.

## Geografia
Wieś leży ok. 11 km na wschód od Kalisza Pomorskiego, ok. 3,5 km na południowy wschód od drogi krajowej nr 10. 

## Religia
W Starej Korytnicy znajduje się punkt odprawiania mszy św., który należy do parafii pw. Niepokalanego Poczęcia Najświętszej Maryi Panny w Mirosławcu, dekanatu Mirosławiec, diecezji koszalińsko-kołobrzeskiej, metropolii szczecińsko-kamieńskiej. 

## Komunikacja
We wsi znajduje się nieczynny przystanek kolejowy linii kolejowej nr 410.